# Gabriello Crema
Gabriello Crema (Mantova, XV secolo – ...) è stato un poeta e ambasciatore italiano.

## Biografia
Nacque da nobile famiglia mantovana. Frequentò a Mantova Ca' Zoiosa dell'umanista Vittorino da Feltre, distinguendosi per ingegno ed eloquenza. Scrisse alcuni sonetti indirizzati al marchese di Mantova Gianfrancesco Gonzaga. Fu al servizio del marchese Ludovico III Gonzaga, che nel 1458, lo inviò come ambasciatore presso il marchese di Brandeburgo.